# جوریس موتاچی
جوریس موتاچی (انگلیسی: Joris Moutachy؛ زادهٔ ۴ نوامبر ۱۹۹۷) بازیکن فوتبال است.